# Anna Cyzon
Anna Cyzon, właśc. Anna Czyszczoń (ur. 23 września 1983 w Krakowie) – polsko-kanadyjska piosenkarka, aktorka i prezenterka telewizyjna.

## Rodzina i edukacja
Urodziła się 23 września 1983 w Krakowie, jest pierwszą córką Jerzego i Haliny Czyszczoniów. Pochodzi z rodziny o muzycznych tradycjach: jej ojciec był dyrektorem dwóch zespołów góralskich: Skalni w Polsce oraz Mali Harnasie w Toronto, dziadek ze strony matki (Bolesław) grał na skrzypcach w Filharmonii Krakowskiej, a starsza siostra matki (Barbara) grała na fortepianie. Ma młodszą siostrę, Barbarę (ur. 1991). Mając sześć lat, wraz z rodziną wyemigrowała do Kanady.
Po przeprowadzce do Toronto uczęszczała na zajęcia w ramach programu English as a Second Language. Uczyła się w Bishop Allen Academy oraz na Kanadyjskiej Akademii Wokalnej (ang. Canadian Academy of Vocal Music), gdzie jej trenerem wokalnym był Ian Garrett. Ukończyła studia na Uniwersytecie w Toronto, gdzie zdobyła tytuł licencjata na wydziale kryminalistyki oraz tytuł magistra na wydziale filozofii i socjologii.

## Kariera zawodowa
Zadebiutowała na scenie występem na jednym z festiwali polonijnych w Toronto z własną interpretacją piosenki Mariah Carey „Hero”. Wkrótce po tym przyjęła pseudonim artystyczny Anna Cyzon ze względu na trudności w wymowie jej nazwiska za granicą. Kilka lat później śpiewała repertuar Britney Spears w ramach projektu objazdowego Tribute to..., a podczas jednego z koncertów poznała producenta muzycznego Marka Sterlinga, który został jej menedżerem. W 2004 wzięła udział w przesłuchaniach do kanadyjskiej wersji programu Idol. Po udziale w programie nawiązała współpracę ze stacją telewizyjną CTV, dla której pracowała jako korespondentka z planu programu rozrywkowego eTalk o świecie show-biznesu. W 2006 prowadziła dwa autorskie programy dla MTV Kanada. Po zakończeniu emisji programów powróciła do nagrywania piosenek.

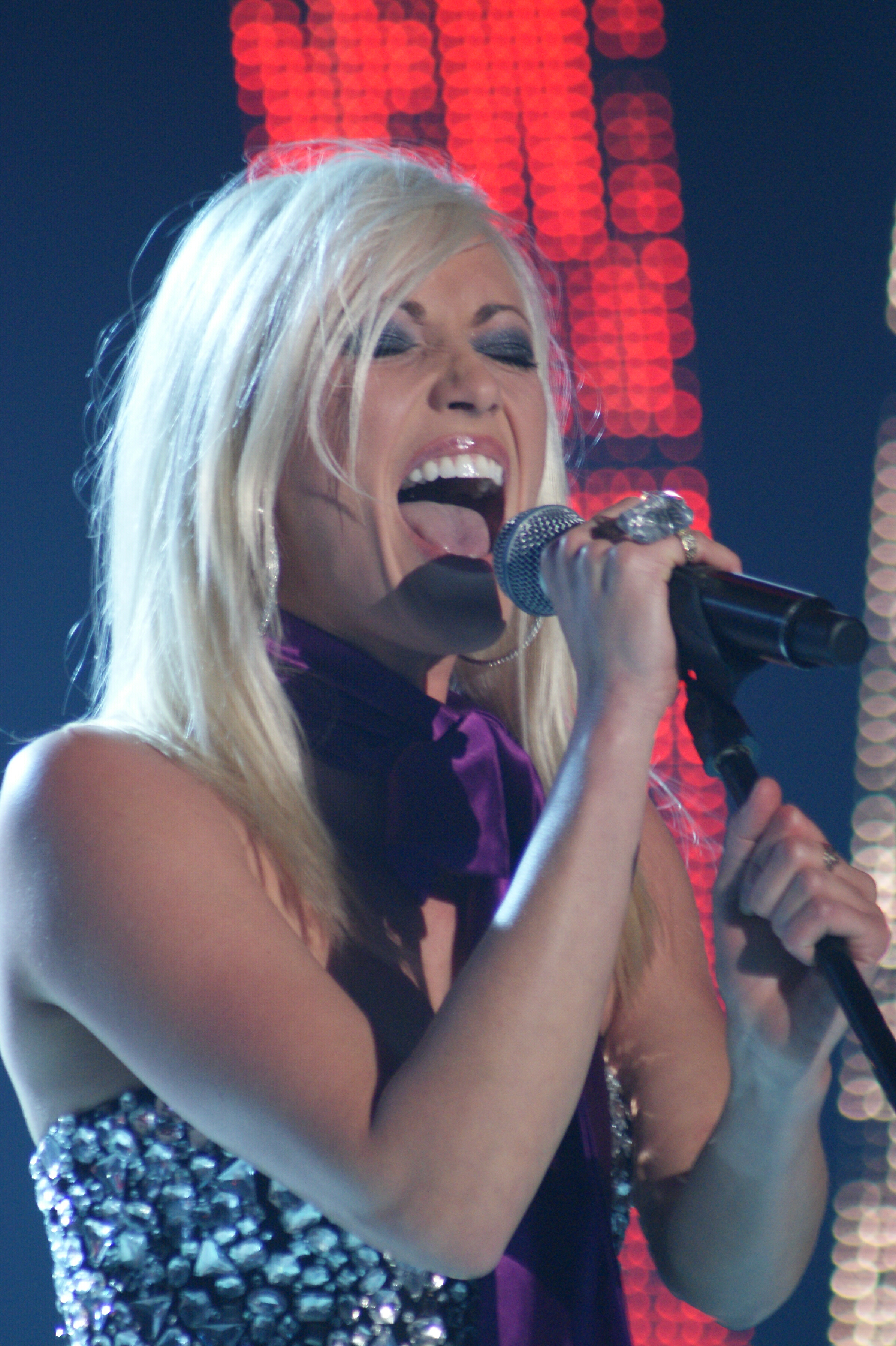
Cyzon w finale polskich eliminacji do 55. Konkursu Piosenki Eurowizji (2010)

W lipcu 2009 wydała debiutancki singiel „Young Boy”, a także oficjalny remiks do piosenki, który stworzyła z Zaz. Podczas nagrywania teledysku do utworu poznała Gene Simmonsa, lidera zespołu Kiss, który zaproponował jej podpisanie kontraktu płytowego z jego wytwórnią Simmons Records, ale nie przyjęła oferty, bo chciała pozostać niezależną artystką. Wszystkie swoje dotychczasowe albumy wydała sama, publikując je na iTunes.
W 2010 zaczęła występować w produkcjach filmowych. Jako aktorka zagrała w kilku filmach (m.in. Nexus, Unrivaled, Textuality, An Insignificant Harvey) i serialach telewizyjnych (m.in. Truth Mashup, Lost Girl i Cracked). W lutym z utworem „Love Me” zajęła drugie miejsce w finale polskich eliminacji do 55. Konkursu Piosenki Eurowizji. W rozmowie z portalem eurowizja.org wspominała udział w selekcjach jako „ogromną traumę” z powodu nietrzeźwości jednego z muzyków towarzyszących jej na scenie, choć sam wynik „pozytywnie ją zaskoczył”. Również w 2010 wzięła udział w koncercie Trendy podczas festiwalu TOPtrendy. W 2011 zaśpiewała w piosence „Walk the Plank” zespołu Cpt. Hooks i wydała debiutancki, solowy album studyjny, zatytułowany po prostu Anna Cyzon. W 2012 wystąpiła gościnnie na koncercie jubileuszowym Stana Borysa z okazji jego 70. urodzin oraz 50-lecia kariery artystycznej. Podczas koncertu zaśpiewała piosenkę „Chmurami zatańczy sen”. W czerwcu 2013 przyleciała do Warszawy, by wziąć udział w eliminacjach do szóstej edycji programu Polsatu Must Be the Music. Tylko muzyka. Pod koniec roku wraz z Mariuszem Michalakiem i Krzysztofem Łysiakiem założyła zespół D/vision, z którym w 2015 wydała album studyjny pt. Burz i buduj.
W styczniu 2016 wydała drugi, solowy album studyjny pt. Cyzon. Wiosną tego samego roku została finalistką 11. edycji programu Must Be the Music. Tylko muzyka oraz wygrała międzynarodowy Carpathia Festival w Rzeszowie, pokonując 227 konkurentów z całego świata. We wrześniu 2016 zaśpiewała podczas koncertu jubileuszowego z okazji 75. urodzin Stana Borysa, a w listopadzie jej utwór „Shockwaves” został wykorzystany jako motyw przewodni czołówki serialu internetowego pt. Zakręcone z udziałem Agnieszki Więdłochy, Katarzyny Bujakiewicz i Magdaleny Różczki. Wiosną 2017 wystąpiła jako gość specjalny na Carpathia Festival w Rzeszowie, a jesienią wzięła udział w przesłuchaniach do ósmego sezonu programu TVP2 The Voice of Poland, jednak nie przeszła przez tzw. przesłuchania w ciemno.

## Dyskografia
| Rok  | Dane dot. albumu                                                     |
| ---- | -------------------------------------------------------------------- |
| 2011 | Anna Cyzon - Wydany: 11 kwietnia 2011 - Wydany niezależnie na iTunes |
| 2016 | Cyzon - Wydany: 9 stycznia 2016 - Wydany niezależnie na iTunes       |

| Rok  | Dane dot. albumu |
| ---- | ---------------- |
| 2015 | Burz i buduj     |

| Rok  | Tytuł          | Źródło |
| ---- | -------------- | ------ |
| 2009 | „Young Boy”    | [ 5 ]  |
| 2009 | „Reputation”   | [ 21 ] |
| 2010 | „Love Me”      | [ 22 ] |
| 2013 | „Into the Sun” | [ 23 ] |